# SAICO
SAICO（さいこ、1972年3月29日 - ）は、日本のシンガーソングライター、フラワーデザイナー。本名：中澤彩子（なかざわ さいこ）。旧芸名および旧姓での本名：鈴木 彩子（すずき さいこ）。1990年代後半ではサイコ名義で活動していた。

## 来歴
宮城県岩沼市出身。学生時代は地元の名門校でバドミントンの選手として活躍し、全国大会の常連でトップクラスの選手だった。周囲は誰もがその道に進むと思っていたと言われている。
友達に強引に連れて行かれたロックバンドのコンサートで聞いた曲（後にリリースするアルバム「けがれなき大人への道」9曲目「VOICE〜明日への滑走路」）に衝撃を受け高校を中退し地元でファッションモデル活動をしていたが、音楽をやりたいという気持ちが日に日に増しその事を周囲に相談したところ、新田一郎を紹介される（面接場所はフジテレビの食堂）。その後上京し代官山プロダクションと契約する。当初の予定ではモデルと並行しアイドルとしてデビューする手はずだったが本人の強い意向により「唄うたい」所謂、アーティストとして1990年にビクター音楽産業（当時）から新田のプロデュースによりメジャー・デビュー。デビュー以降、1990年代は作品制作やマスメディアへの出演などで多忙な日々を過ごした。
以降の来歴は次節に詳しいが、交通事故に遭い重傷を負ったり活動休止を経たり紆余曲折を経て現在はインディーズで活動している。並行してフラワーデザイナーとしても活動し、2017年には東京都世田谷区で自身の花屋「アナスタシア」を開いており、店主として歌手活動を知らない近隣住民とも接点を持っている。フラワーデザイナーとしての活動はもう1つの本業と呼べる程であり、雑誌「フローリスト」でも取り上げられている。2017年5月に結婚したことをブログで報告した。

## 年譜
- 1990年
  - 5月21日
「独立戦争」（作詞・作曲はTHE ALFEEの高見沢俊彦）でビクター音楽産業（現・JVCケンウッド・ビクターエンタテインメント）から「鈴木彩子」として歌手デビュー。この曲はフジテレビ系ドラマ『テニス少女夢伝説!愛と響子』の主題歌となった。
- 1996年
  - 映画『アトランタ・ブギ』で主演を務める。この作品で、第51回毎日映画コンクールの新人賞を受賞。出演者のほとんどは東南アジア系の外国人で、彼らが母国の貧しさゆえ弁当を残さず食べることに多大なショックを受け、感銘する。
- 1997年
  - 所属レコード会社をビクター音楽産業からDAIPRO-Xに移籍。以降、曲のメッセージ色が濃くなる。
  - アルバム「罪深き英雄」発売。その後、10月18日に放送されたFM愛媛の番組「WEEKEND SPECIAL 鈴木彩子の世界」（20:00-20:55）に出演し、同アルバムの放送自粛・放送禁止が水面下で進んでいることを危惧した。厳密には1曲目「罪人」（人を殺しちゃいけないよ!の連呼）、8曲目の「国民は立ち上がらない!」（愛国心!!の連呼）が槍玉に挙げられていた。[要出典]
- 1998年
  - 9月
シングル「心臓」よりデビュー当時からの芸名「鈴木彩子」を「サイコ」に変更する。
  - 12月15日、東京・品川の埠頭において自動車事故に遭う。レスキュー隊によって、大破した車両の中から救助される。本人は、朦朧とした意識の中で「もうダメだ。死んでる」という救急隊員の声を聞いたと述べている。片肺を損失する大怪我を負い、緊急手術の末、意識を取り戻す。医者からは一生車椅子であると宣告され、大きなショックを受ける。[要出典]翌年に予定されていたライヴツアー等は全て中止となる。
- 2000年
  - 6月頃、一生、歩くことも、歌う事すらも困難であると言われていたが、懸命なリハビリの甲斐があり、シングル「インコ」並びにアルバム「サイコ」リリースで復活を遂げるも、秋頃にはメジャーシーンを引退。
  - それから神奈川県茅ヶ崎でアルバイトをしながら数年間過ごす。[要出典]心配した友人が茅ヶ崎のイベントに誘う。「自分は必要とされてないんじゃないか」と思いながら、恐る恐るゲストで出演すると、最前列にファンが陣取っており、「おかえり!!」と声援を挙げる。このことに感激し、自分を待っていてくれているファンの存在に改めて気づき、再び歌う事を決意する。
- 2001年
  - 12月28日、モミネコレコードより3曲入りマキシシングル「この道の上」をリリース（鈴木彩子名義）。インディーズシーンにて活動再開。このシングルは即完売した。
- 2002年
  - 秋頃、東京百歌の全国イベントに参加する。その後も、色々なイベントやジョイントライブに積極的に参加する。
  - 12月28日にリリースされた「東京百歌オムニバスアルバムVOL.1〜色は匂へど散るぬるを〜」に「この道の上」のライブバージョンが収録される。
- 2003年
  - 8月30日、シングル「MOTHER」発売（数量限定・通販のみ）。
  - 9月27日、鈴木彩子時代のベストナンバーを集めたワンマンライブをCLUB JUNKBOX東京ベイで敢行。ライブチケットは発売後直ちに売切。（翌年の同時期にもワンマンライブを行っている）このライブの受付は、自身の兄姉そして加藤いづみだった。前所属事務所社長の新田一郎も訪れている。
- 2005年
  - それまで使っていた芸名「サイコ」を「SAICO」に変更する。正式変更は後述のアルバム「CEREAL」リリース日からと思われる。
  - 7月27日、インディーズ活動後の初CDアルバム「CEREAL」をリリースする。
  - アルバム発表後、ライブを恵比寿で開催。ライブ前に体調を崩し入院し、ライブは延期となったが無事開催する。
  - この前後、都内各所の富士そばでそばを食べるSAICOが目撃される。元来、富士そばのフリークであり、日記等でも写真をアップするほどのファンである。元所属事務所が恵比寿にあった頃、同じビルの1階が富士そばであり、よく利用していたとラジオで明かしていた。[要出典]
- 2006年
  - 久々となるTV・ラジオに出演する。[要出典]
  - 4月、念願のワンマンライブツアーを開催（熊本・大阪・広島・名古屋）。しかし、熊本公演終了後に体調を崩し残り3公演が延期になる事態に。急遽日程調整を経て7 - 8月に無事ツアーを再開した。
  - 11月にはイベント出演、又12月31日にはメジャー時代に経験しなかったであろう大晦日ライブを開催。
- 2007年
  - 6月6日、インディーズ活動での2枚目のアルバム「Numb」をリリースする。
  - 6月10日付のタワーレコード全店トータルでのJ-POPアルバム総合ウィークリーチャート13位、また国内メジャー・インディーズ楽曲のトータルでの予約ランキングの中で28位となった。その直後6月13日には、渋谷BOXXにて「namb」リリース記念のワンマンライブを開催。久々のバンド編成によるライブであり、会場は超満員となった。「（会場に）入れないほどのお客さんの人数になり、いっぱいつめてもらって、キツキツだった」（saico公式HP 2007.6.15のDiaryより抜粋）
  - 8月26日、『ch SAICO（チャンネルサイコ）』ライブを開催する。これ以降のワンマンライブの時は「ch SAICO vol.〜」と銘打ちタイトルを恒例化させている。
  - 12月23日、『Ch SAICO vol.2〜SAICO X'mas Special Live "LOVE"』を開催する。
- 2008年
  - 3月29日、『BIRTHDAY CHANNEL』ライブを開催する。久々の誕生日ライブとなるこの日の曲目の一部は、この日に演奏して欲しい曲をファンにリクエストして貰いそのベスト3になった曲を実際に曲目に入れるという企画であった。
- 2009年
  - 5月、川村カオリの渋谷CCレモンホール（当時）コンサート「川村カオリ Kaori Kawamura 20th Anniversary Live 羽化」にゲスト出演し、川村の曲「Miss You」を2人で歌唱する。
- 2010年
  - 5月、デビュー20周年。
  - 10月、SIONの25周年記念アルバム「燦燦と」制作に参加する（5曲目「早く帰ろう」）。
- 2015年
  - 5月、デビュー25周年。
- 2017年
  - 9月、東京にフラワーショップ「アナスタシア」をOPEN

## ディスコグラフィ

### シングル
| 名義     |    | 発売日     | タイトル                               | カップリング                    | 備考                                                     |
| -------- | -- | ---------- | -------------------------------------- | ------------------------------- | -------------------------------------------------------- |
| 鈴木彩子 | 1  | 1990.5.21  | 独立戦争                               | I Believe My Babyなんて言えない | 「独立戦争」のシングルバージョンはアルバム未収録         |
| 鈴木彩子 | 2  | 1990.11.21 | 黄金時代                               | O.K.                            |                                                          |
| 鈴木彩子 | 3  | 1991.4.21  | GOAL                                   | 一度だけの昨日                  |                                                          |
| 鈴木彩子 | 4  | 1991.10.21 | 恋ってさ                               | はじめの一歩                    | 「はじめの一歩」はアルバム未収録                         |
| 鈴木彩子 | 5  | 1992.2.21  | ひとりぼっちの意味                     | 風より冷たい世界                | 「風より冷たい世界」のシングルバージョンはアルバム未収録 |
| 鈴木彩子 | 6  | 1992.5.8   | 風に吹かれて                           | かたちのない魅力                |                                                          |
| 鈴木彩子 | 7  | 1992.7.1   | 旅立つ朝に                             | 好きと言おう                    | 表題曲は劇場版アニメ『サイレントメビウス』第2作主題歌    |
| 鈴木彩子 | 8  | 1992.12.16 | 私の約束                               | 空へ                            | 「空へ」はアルバム未収録                                 |
| 鈴木彩子 | 9  | 1993.3.24  | それぞれの探しもの                     | 勇気のつぼみ                    |                                                          |
| 鈴木彩子 | 10 | 1993.6.23  | 葛藤                                   | 優しい眠り                      | 「優しい眠り」はアルバム未収録                           |
| 鈴木彩子 | 11 | 1993.11.21 | 月光                                   | 誓い あの時一緒にいた瞳達       |                                                          |
| 鈴木彩子 | 12 | 1994.3.24  | HELP                                   | 太陽になれない星                |                                                          |
| 鈴木彩子 | 13 | 1994.7.6   | 希望の鐘                               | Dreamer                         | 表題曲はTBS系『JNNニュースの森』エンディング主題歌       |
| 鈴木彩子 | 14 | 1994.10.21 | 罪                                     | 暗闇を着せられた僕              |                                                          |
| 鈴木彩子 | 15 | 1995.5.24  | 情熱                                   | 僕はここにいるよ                |                                                          |
| 鈴木彩子 | 16 | 1995.10.21 | 長い放課後                             | 心からありがとう                |                                                          |
| 鈴木彩子 | 17 | 1996.2.21  | あの素晴しい愛をもう一度               | あの日に帰ろう                  | テレビ朝日系『ステーションEYE』エンディング主題歌        |
| 鈴木彩子 | 18 | 1996.6.21  | 地平線                                 | 星屑たちのうた                  |                                                          |
| 鈴木彩子 | 19 | 1996.10.23 | 迷子の子猫                             | 願い叶いますように              |                                                          |
| 鈴木彩子 | 20 | 1997.8.21  | 最後の抵抗                             | HOPE                            |                                                          |
| 鈴木彩子 | 21 | 1997.11.21 | だけど ここには愛がある                | 宇宙規模で行こう                |                                                          |
| 鈴木彩子 | 22 | 1998.2.21  | 自分自身の証明                         | 水色の手紙                      |                                                          |
| サイコ   | 1  | 1998.9.23  | 心臓                                   | ガラスの様な雨                  |                                                          |
| サイコ   | 2  | 1999.2.24  | DOWN-UP                                | 青い世界                        |                                                          |
| サイコ   | 3  | 2000.6.7   | インコ                                 | きかせて                        |                                                          |
| サイコ   | 4  | 2000.9.6   | 天国                                   | SHOUT バイト                    | 「SHOUT」「バイト」はアルバム未収録                      |
| SAICO    | 5  | 2001.12.28 | この道の上                             | 大きな夜 Smile                  | インディーズ（MOMR-0002）、完売                          |
| SAICO    | 6  | 2003.8.30  | MOTHER                                 | Shave                           | インディーズ（MOMR-0006）、完売                          |
| SAICO    | *  |            | ラムレーズン                           | ―                               | 新アルバム発売後のライブ入場者のみに配布                 |
| SAICO    | 7  | 2010.11.15 | HIKARI                                 |                                 | インディーズ（kks-0001）、完売                           |
| SAICO    | 8  | 2014.8.21  | love Story Size Senaka 光 (リミックス) |                                 |                                                          |

※完売のインディーズシングルはYahoo!オークションなどの中古市場で入手出来る場合がある。

### アルバム
| 名義     |      | 発売日     | タイトル                          | 備考                                                           |
| -------- | ---- | ---------- | --------------------------------- | -------------------------------------------------------------- |
| 鈴木彩子 | 1    | 1990.6.21  | 天地創造                          | デビューシングル「独立戦争」のロングバージョンを収録           |
| 鈴木彩子 | 2    | 1991.7.3   | 明日へつながる道                  |                                                                |
| 鈴木彩子 | 3    | 1992.3.21  | 19歳の鼓動                        |                                                                |
| 鈴木彩子 | 4    | 1993.7.7   | けがれなき大人への道              |                                                                |
| 鈴木彩子 | 5    | 1994.4.6   | BORO BORO                         |                                                                |
| 鈴木彩子 | 6    | 1995.6.7   | 愛があるなら                      |                                                                |
| 鈴木彩子 | 7    | 1996.3.6   | あの日に帰ろう                    |                                                                |
| 鈴木彩子 | 8    | 1996.7.3   | 24の誓い                          |                                                                |
| 鈴木彩子 | Best | 1996.11.21 | THE HISTORY OF SAIKO SUZUKI VOL.1 | ベスト盤。「独立戦争」と「風に吹かれて」は新録バージョンで収録 |
| 鈴木彩子 | 9    | 1997.8.21  | 罪深き英雄                        |                                                                |
| サイコ   | 1    | 1998.10.7  | 9〜nine〜                         |                                                                |
| サイコ   | 2    | 2000.6.21  | サイコ                            |                                                                |
| SAICO    | 1    | 2005.7.27  | CEREAL                            | インディーズ（DGCD-1007）                                      |
| SAICO    | 2    | 2007.6.6   | Numb                              | インディーズ（XGBJ-1002）                                      |
| 鈴木彩子 | Best | 2020.5.27  | ALL TIME BEST ALBUM               | VIZL-1776（生産限定盤） VICL-65386/7（通常盤）                 |

※上記リストの鈴木彩子名義のアルバム「1～8」および「THE HISTORY OF SAIKO SUZUKI VOL.1」は、MEG-CDにて復刻、購入可能となっている（2018年3月現在）。

### 参加作品
- 「東京百歌」TOUKYO HYAKKA OMUNIBUS ALBUM Vol.1（2002）鈴木彩子名義「この道の上〜アコスティックバージョン〜」収録

### ビデオ
- GOLDEN AGE DREAM/SAIKO VIDEO Vol.1
- SAIKO SUZUKI VIDEO 2（1991.12.16）
- SAIKO SUZUKI VIDEO 3 〜 19才の鼓動 〜（1992.6.21）
- SAIKO SUZUKI VIDEO 4 けがれなき大人への道（1993.8.21）
- SAIKO SUZUKI VIDEO 5 BORO BORO（1994.5.21）

## 特記事項
加藤いづみとは1996年ごろに東京の街中で偶然出会い、2人とも愛媛県でのラジオの番組を持っており共通の友人も多かった事もあり、SAICOがメジャー引退後から急速に仲良くなり親交を深めていった様である。
歌声とは対照的に話し方は非常におっとりしていて、よく言われるところでは「ドラえもんのよう」だと言われる。そのためか、嘉門達夫のラジオ番組にゲスト出演すると、嘉門に毎回のように「う〜う〜う〜、ぼくドラえもんです」と言わされていた。
鈴木彩子という大学生の将棋チャンピオンは同姓同名の別人。現在は削除されているが、Web上の日記があり、ネガティブで暗く深い思考回路が歌手の鈴木彩子とあまりにも似ていたため本人と間違われた時期があった。
お笑い芸人だいたひかるとは、代プロ所属時代からの付き合いがある。姉妹のように仲が良いらしく、二人で遊ぶ事も多いとお互いのHP内で語っている。
自身のファンの事を「仲間」と呼んでいる。
アコム「むじんくん」CMソング（SPACE ALL STARSの「ドッキンNightにラララDance」）のクレジットではすずきさいこと表記されている。また「鈴木彩子」「すずきさいこ」「サイコ」「マリモラッコ」などの名義で、他アーティストに詞曲を多数提供している。